# Parcul Național Buila-Vânturarița
Parcul Național Buila-Vânturarița este o arie protejată de interes național ce corespunde categoriei a II-a IUCN (parc național), situată în Subcarpații Getici, pe teritoriul administrativ al județului Vâlcea. În arealul parcului național se află și Mănăstirea Pătrunsa, cu biserica veche (monument istoric) având hramul „Cuvioasa Parascheva”.

## Localizare
Aria naturală se află în partea vestică a județului Vâlcea (aproape de limita teritorială cu județul Gorj), în sudul Munților Căpățânii, pe teritoriul localităților Costești, Bărbătești și Băile Olănești. 

## Înființare
Parcul natural cu o suprafață de 4.186 hectare (este cel mai mic parc național din România) a fost declarat arie protejată prin Hotărârea de Guvern nr. 2151 din 30 noiembrie 2004, publicată în Monitorul Oficial al României, nr. 38 din 12 ianuarie 2005 (privind instituirea regimului de arie naturală protejată pentru noi zone). 

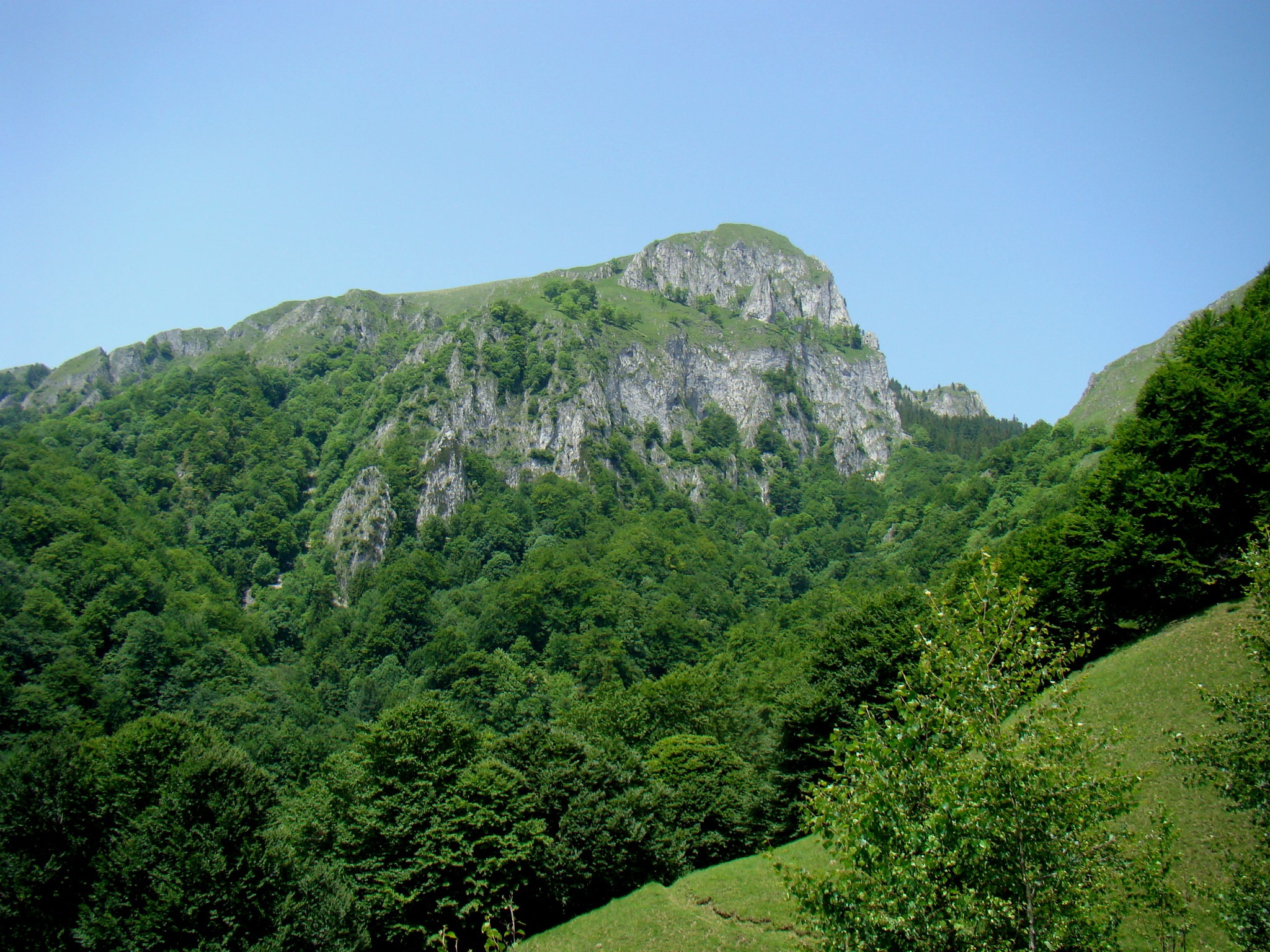
Masiv calcaros în Parcul Național Buila-Vânturarița

Aria protejată reprezintă o zonă montană (relief carstic cu vârfuri ascuțite, turnuri, ace, creste calcaroase, peșteri, cheiuri, văii, păduri, pajiști și fânețe) ce adăpostește o gamă floristică și faunistică variată, specifică Meridionalilor.

### Biodiversitate
În arealul parcului au fost identificate 18 tipuri de habitate comunitare: Păduri de fag de tip Luzulo-Fagetum, Păduri de fag de tip Asperulo-Fagetum, Păduri dacice de fag (Symphyto-Fagion), Păduri medio-europene de fag din Cephalanthero-Fagion, Păduri din Tilio-Acerion pe versanți abrupți, grohotișuri și ravene, Păduri acidofile de Picea abies din regiunea montană (Vaccinio-Piceetea), Tufărișuri cu Pinus mugo și Rhododendron myrtifolium, Tufărișuri alpine și boreale, Comunități de lizieră cu ierburi înalte higrofile de la nivelul câmpiilor, până la cel montan și alpin, Comunități rupicole calcifile sau pajiști bazifite din Alysso-Sedion albi, Pajiști calcifile alpine și subalpine, Pajiști cu Molinia pe soluri calcaroase, turboase sau argiloase (Molinion caeruleae), Fânețe montane, Grohotișuri calcaroase și de șisturi calcaroase din etajul montan până în cel alpin (Thlaspietea rotundifolii), Grohotșiuri silicioase din etajul montan până în cel alpin (Androsacetalia alpinae și Galeopsietalia ladani), Peșteri închise accesului public, Versanți stâncoși cu vegetație chasmofitică pe roci calcaroase și Versanți stâncoși cu vegetație chasmofitică pe roci silicioase. 

#### Faună
Parcul natural se suprapune sitului Natura 2000 - Buila-Vânturarița, la baza desemnării acestuia aflându-se câteva specii faunistice și floristice  enumerate în anexa I-a a Directivei Consiliului European 92/43/CE din 21 mai 1992 (privind conservarea habitatelor naturale și a speciilor de faună și floră sălbatică); printre care: cinci mamifere: ursul brun (Ursus arctos, lupul (Canis lupus), râsul eurasiatic (Lynx lynx), liliacul cu urechi late (Barbastella barbastellus) și liliacul cu urechi de șoarece (Myotis blythii); un amfibian cunoscut sub denumirea populară de ivoraș-cu-burta-galbenă (Bombina variegata) și trei specii floristice rare: papucul doamnei (Cypripedium calceolus), clopoțel de munte (Campanula serrata) și ligularia (Ligularia sibirica).

#### Floră
Flora ariei protejate are în componență specii vegetale distribuite etajat, corespondente cu structura geologică, caracteristicile solului și climei, structurii geomorfologice sau altitudinii.
Arbori și arbusti cu specii arboricole de conifere: brad (Abies alba), larice (Larix decidua), jneapăn (Pinus mugo), pin neted (Pinus strobus), pin de pădure (Pinus sylvestris), cetină-de-negi (Juniperus sabina), ienupăr (Juniperus communis) sau tisă (Taxus baccata) și Foioase cu arboret de: fag (Fagus sylvatica), gorun (Quercus petraea), stejar (Quercus robur), carpen (Carpinus betulus), paltin de munte (Acer pseudoplatanus), arțar (Acer platanoides), tei (Tilia cordata), frasin (Fraxinus excelsior), jugastru (Acer campestre), mesteacăn (Betula pendula), ulm (Ulmus glabra), arțar (Acer platanoides), salcie albă (Salix eleagnos), arin de munte (Alnus viridis), arin negru (Alnus glutinosa).
Arbusti cu specii de: corn (Cornus mas), alun (Corylus avellana), păducel (Crataegus monogyna), afin (Vaccinum myrtillus L.), soc negru (Sambucus nigra), mur (Rubus fruticosus), zmeur (Rubus idaeus), măceș (Rosa canina), merișor (Vaccinium vitis-idaea).
Ierburi și flori

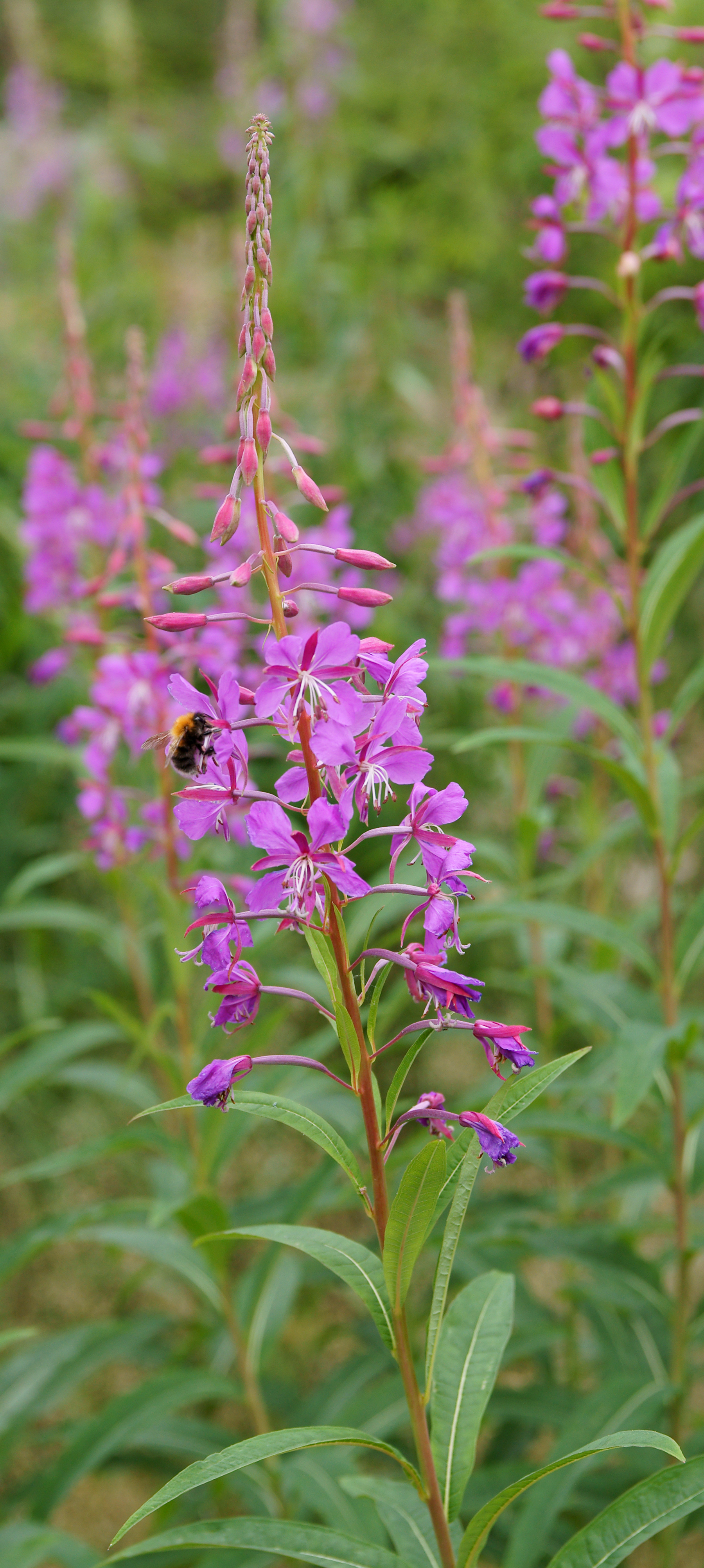
Pufuliță (Epilobium angustifolium)

La nivelul ierburilor sunt întâlnite mai multe specii floristice (unele endemice sau aflate pe lista roșie a IUCN), printre care: brie (Athamanta turbith ssp. hungarica), angelică (Angelica archangelica), ștevie de munte (Astrantia major), piperul-lupului (Asarum europaeum), arnică (Arnica montana), floare-de-perină (Anthemis tinctoria ssp. fussii), ciucușoară-de-munte (Alyssum montanum ssp. montanum), strugurii ursului (Arctostaphylos uva-ursi), păștiță (Anemone nemorosa), floarea-paștelui (Anemone ranunculoides), laptele-stâncii (Androsace chamaejasme), omag galben (Aconitum anthora), omag (cu specii de: Aconitum lycoctonum ssp. moldavicum și Aconitum lycoctonum ssp. moldavicum), obsigă (Bromus riparius ssp. barcensis), părăluțe (Bellis perennis), albăstreaua de munte (Centaurea pinnatifida), pesmă (Centaurea atropurpurea),  clopoței (Campanula patula ssp. abietina), coroniște (Coronilla varia), rostopască (Chelidonium majus), brăndușă de munte (Crocus vernus ssp. vernus), căpșuniță-roșie (Cephalanthera rubra), buzișor (Corallorhiza trifida), garoafă (cu specii de: Dianthus armeria, Dianthus superbus, Dianthus henteri), tulichină (Daphne mezereum),  Mâna Maicii Domnului (Dactylorhiza maculata), orhidee sălbatică (cu specii de: Dactylorhiza fuchsii ssp. fuchsii, Dactylorhiza incarnata), ochiul-șarpelui (Eritrichium nanum ssp. jankae), salbă moale (Euonymus latifolius), pufuliță (Epilobium angustifolium), ipcărigă de stâncă (Gypsophila petraea), năpraznică (Geranium robertianum), limba cucului (Gentiana bulgarica), sânziene (Galium kitaibelianum, Galium baillonii), ghiocel (Galanthus nivalis), nopticoasă (Hesperis matronalis ssp. cladotricha), spânz (Helleborus purpurascens), trei-răi (Hepatica nobilis), crucea voinicului (Hepatica transsilvanica), slăbănog (Impatiens noli-tangere), iederă (Hedera helix), floare de colț (Leontopodium alpinum Cass.),
azalee de munte (Loiseleuria procumbens), crin (Linum uninerve), crin  de pădure (Lilium carniolicum ssp. jankae, Lilium martagon), muma-pădurii (Lathraea squamaria), lușcă (Leucojum vernum), sângele voinicului (Nigritella nigra), poroinic (Orchis mascula, Orchis ustulata), ploșnițoasă (Orchis coriophora), captalan (Petasites albus), mierea-ursului (Pulmonaria officinalis), cuscrișor (Pulmonaria rubra), paronihie capitată (Paronychia cephalotes), foaie-grasă (Pinguicula alpina), amăreală (Polygala alpestris), clocotici (Rhinanthus alectorolophus), șoaldină aurie (Sedum hispanicum), cristeț (Salvia glutinosa), degetăruț pitic (Soldanella pusilla), oușor (Streptopus amplexifolius), viorea (Scilla bifolia), podbal (Tussilago farfara), cimbrișor (Thymus comosus), bulbuc de munte (Trollius europaeus), veronică (Veronica bachofenii) sau Scabiosa columbaria ssp. pseudobanatica, o specie endemică pentru țara noastră.

## Căi de acces
- Drumul național DN67 pe ruta: Târgu Jiu - Scoarța - Bengești - Milostea - Horezu - Costești drumul județean DJ646A spre Pietreni.

## Monumente și atracții turistice
În vecinătatea parcului se află numeroase obiective de interes istoric, cultural și turistic; astfel:
- Biserica de lemn „Sf. Pantelimon” din Băile Olănești, construcție 1746, monument istoric.
- Ansamblul bisericii „Intrarea în Biserică” din Bărbătești (biserica de zid, turn-clopotniță și zid de incintă), construcție 1776, monument istoric.
- Biserica de lemn „Sf. Nicolae” din Bărbătești, construcție 1790, monument istoric.
- Biserica „Sf. Nicolae” din Bărbătești, construcție 1774, monument istoric.
- Biserica „Cuvioasa Paraschiva” a fostului schit Pătrunsa din Bărbătești, construcție 1740, monument istoric. Mănăstirea Arnota aflată în arealul parcului

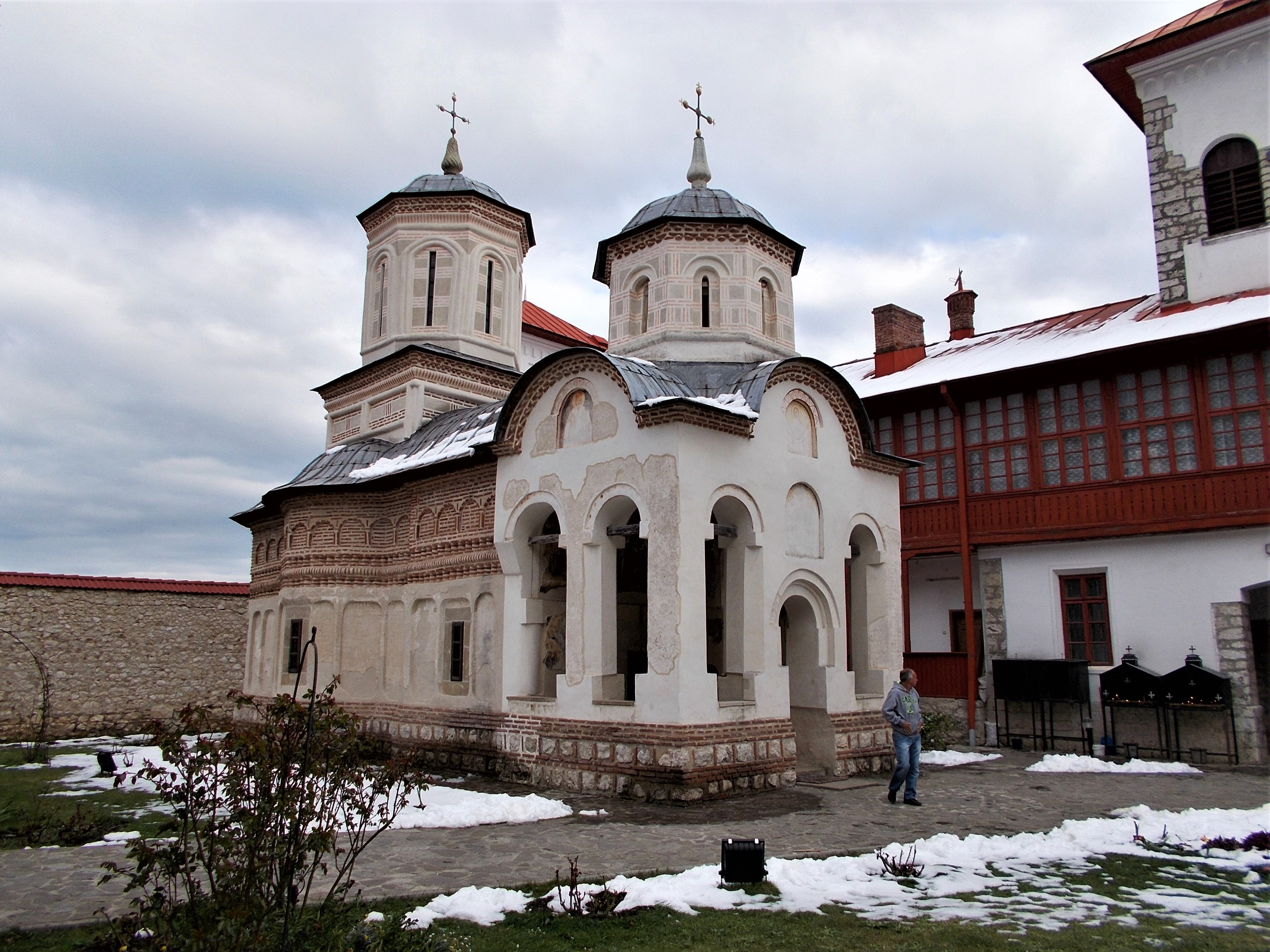
Mănăstirea Arnota aflată în arealul parcului

- Ansamblul Mănăstirii Bistrița (Biserica „Adormirea Maicii Domnului”, Biserica-bolniță „Schimbarea la Față”, turn-clopotniță, foișor, chilii) din satul omonim, construcție 1494, ref.1519,1683- 1688, 1847-1856, monument istoric.
- Mănăstirea Arnota (Biserica „Sf. Arhangheli”, chilii, incintă) din Bistrița, construcție 1634, monument istoric.
- Biserica „Sf. Grigore Decapolitul - Eleonul” a fostului schit Păpușa din satul Bistrița, construcție sec. XV - XVI,1712, monument istoric.
- Biserica „Intrarea în Biserică” din Bistrița, construcție sf. sec. XV, înc. sec. XVI, monument istoric.
- Biserica „Sf. Îngeri” din Bistrița, construcție 1635, ref. 1737, 1781- 1782,1848, monument istoric.
- Biserica „Nașterea Maicii Domnului” a fostului schit Țigănia (Schitul Păr)din Bistrița, construcție 1689-1693, monument istoric.
- Biserica „Intrarea în Biserică” din Bodești, construcție 1749, monument istoric.
- Biserica „Sf. Ilie” a fostului schit Pahomie din Cheia, construcție 1694, monument istoric.
- Biserica „Sf. Voievozi” din Cheia, construcție 1770-1778, monument istoric.
- Biserica „Intrarea în Biserică”, construcție 1719-1720, monument istoric.
- Casa de lemn a preotului Gheorghe Pietraru din satul Bărbătești, construcție 1850-1860, monument istoric.

## Galerie de imagini

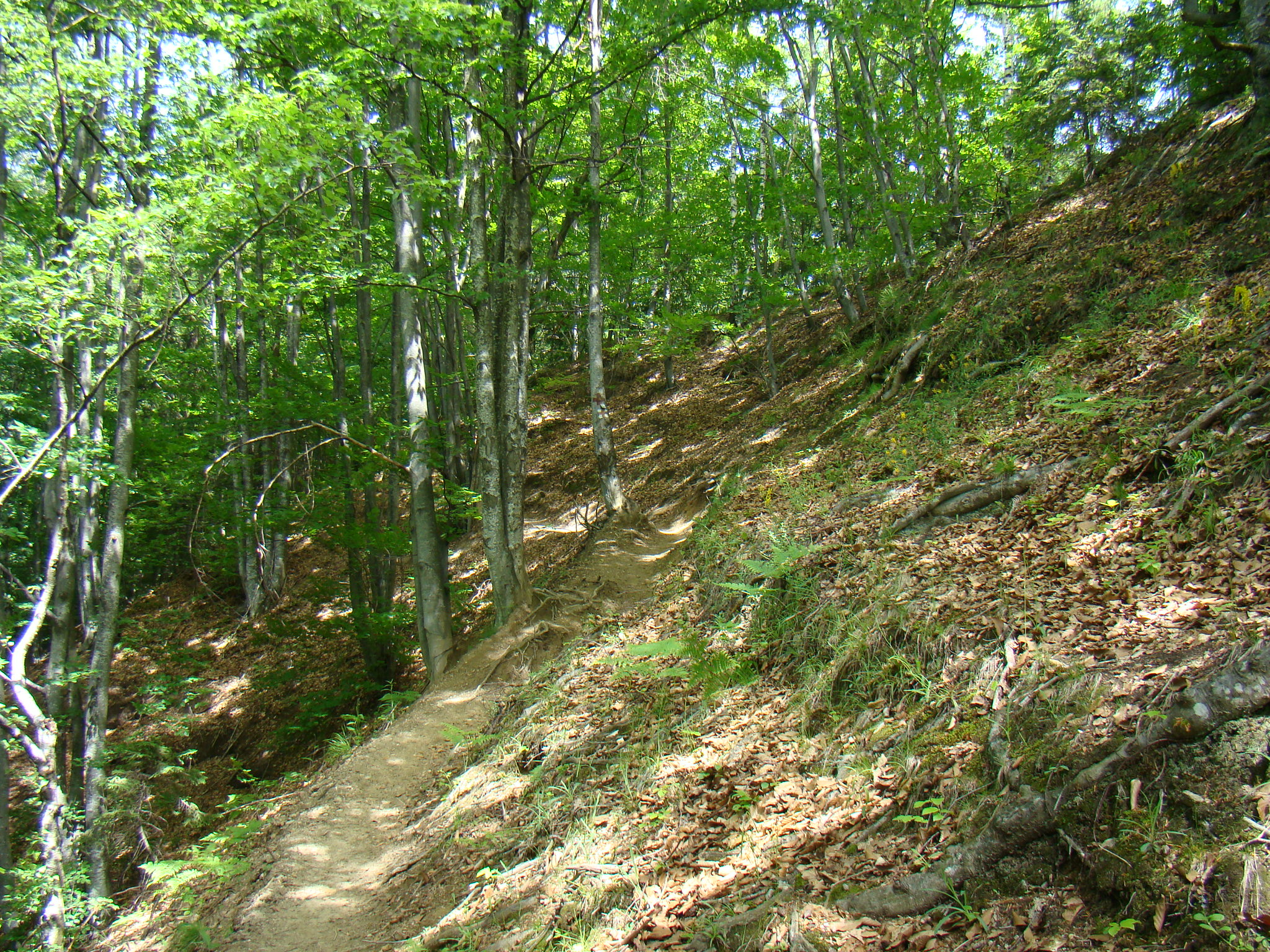
Pădure în apropierea mănăstirii Pătrunsa
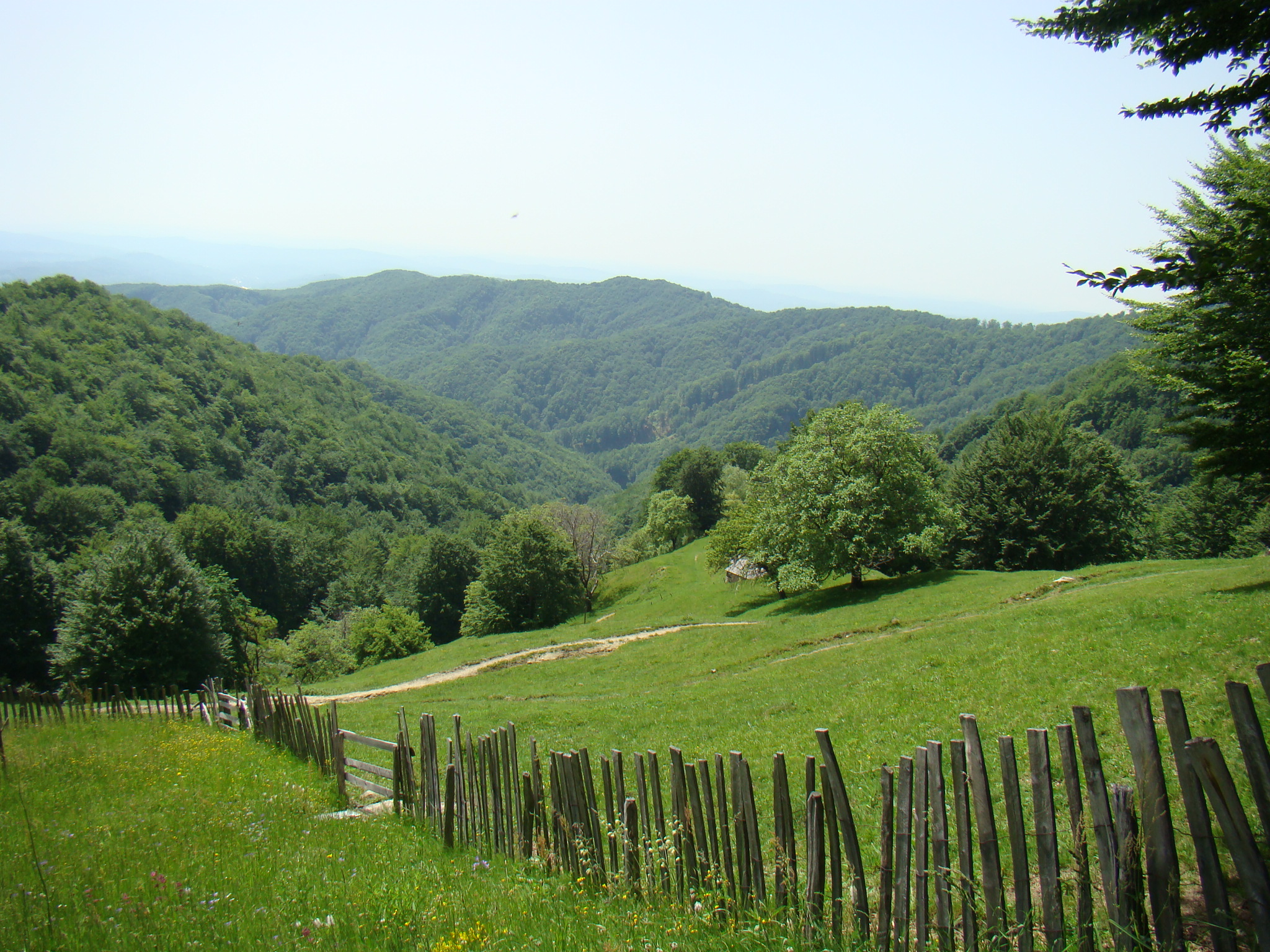
Vedere dinspre mănăstirea Pătrunsa spre sud
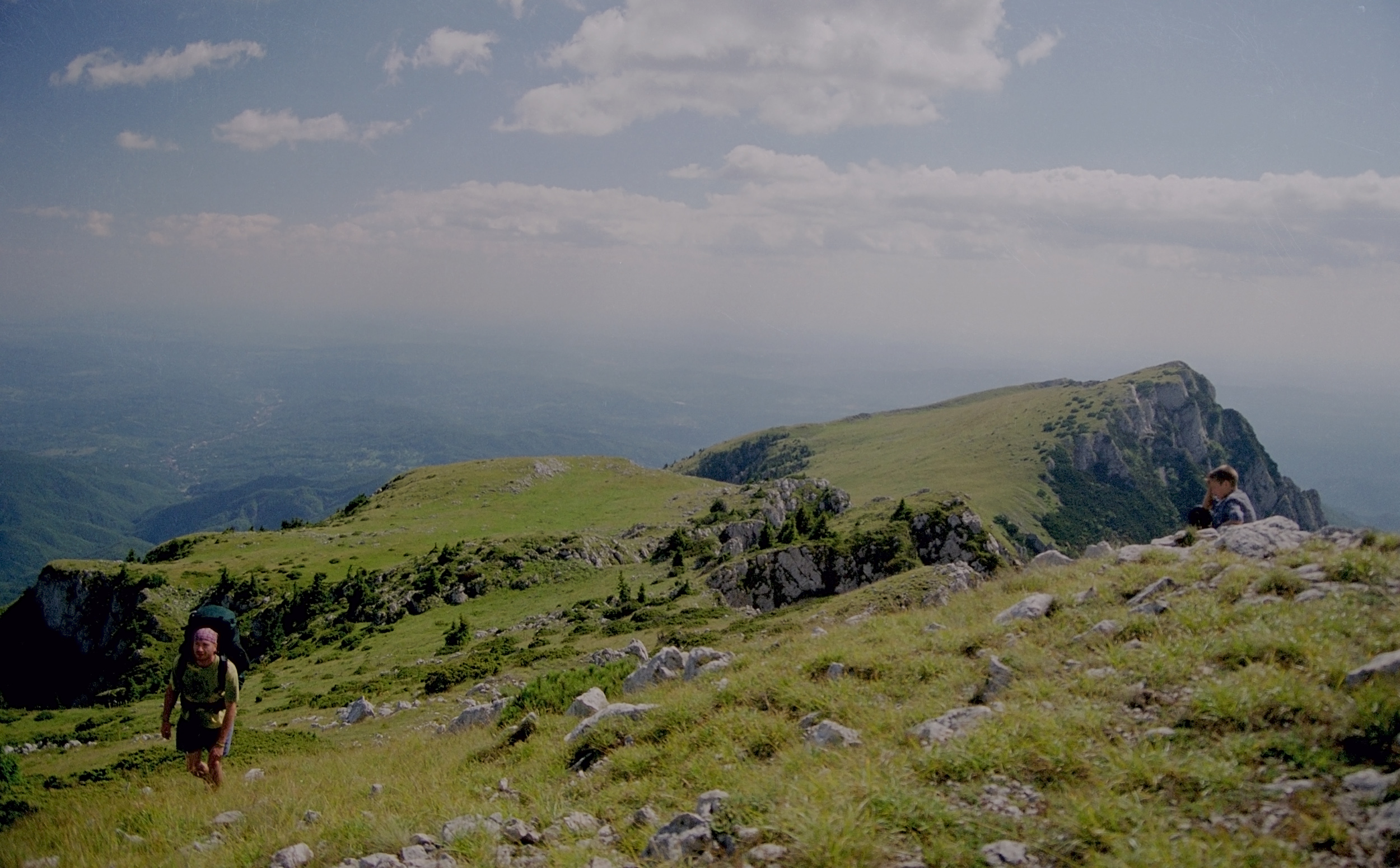
Partea de sus
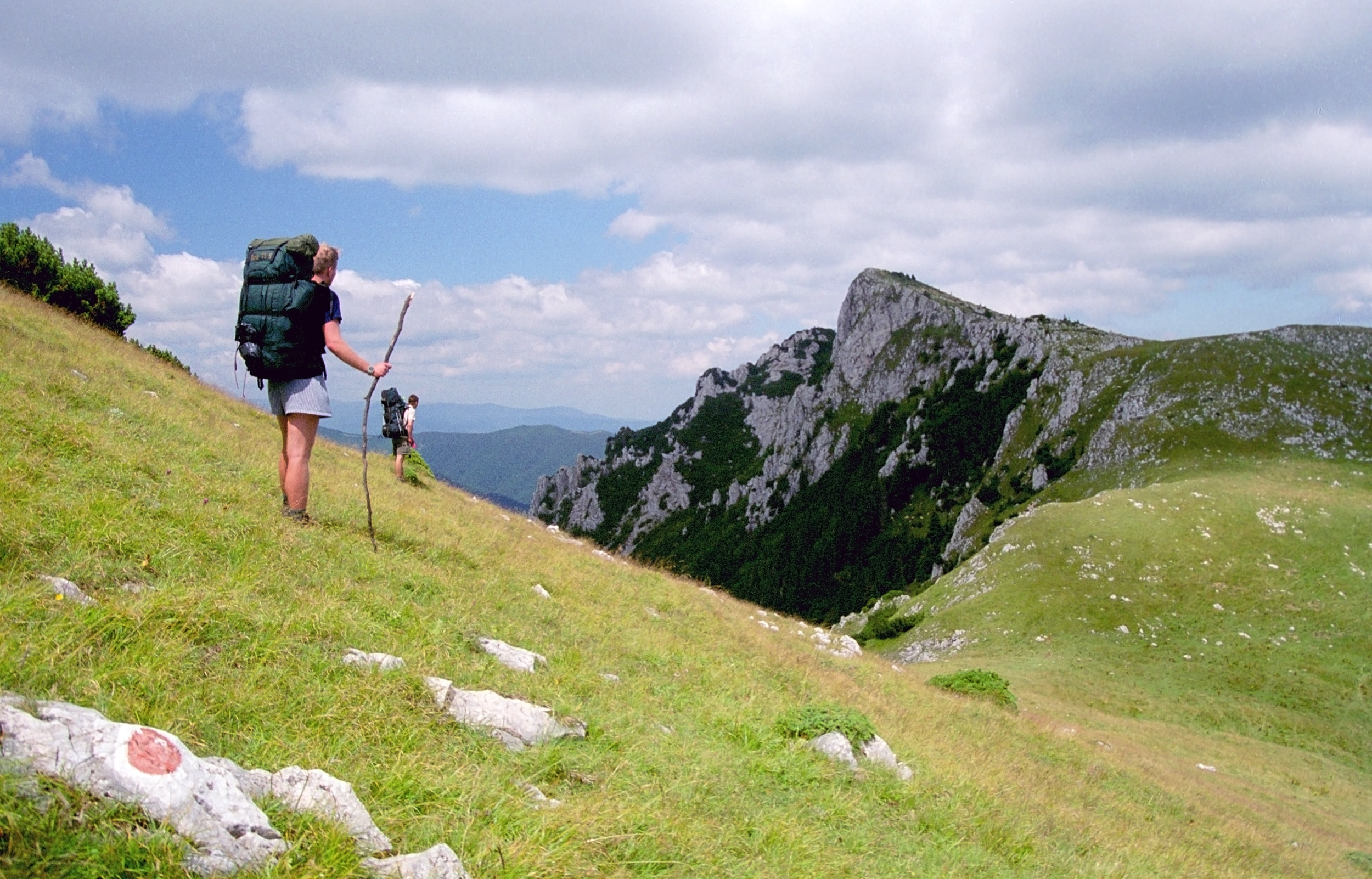
Partea de sus
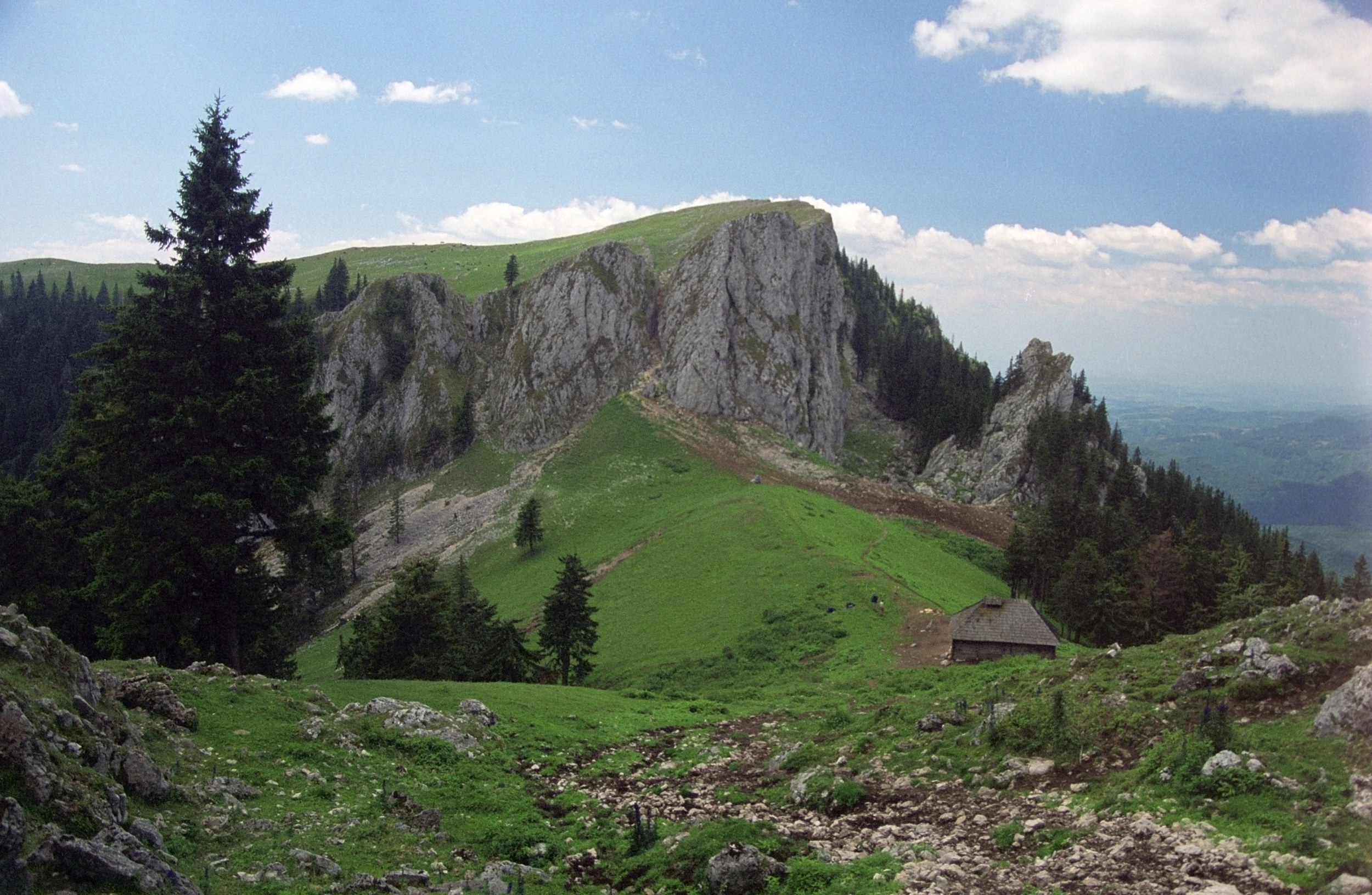
șaua Curmătura Builei
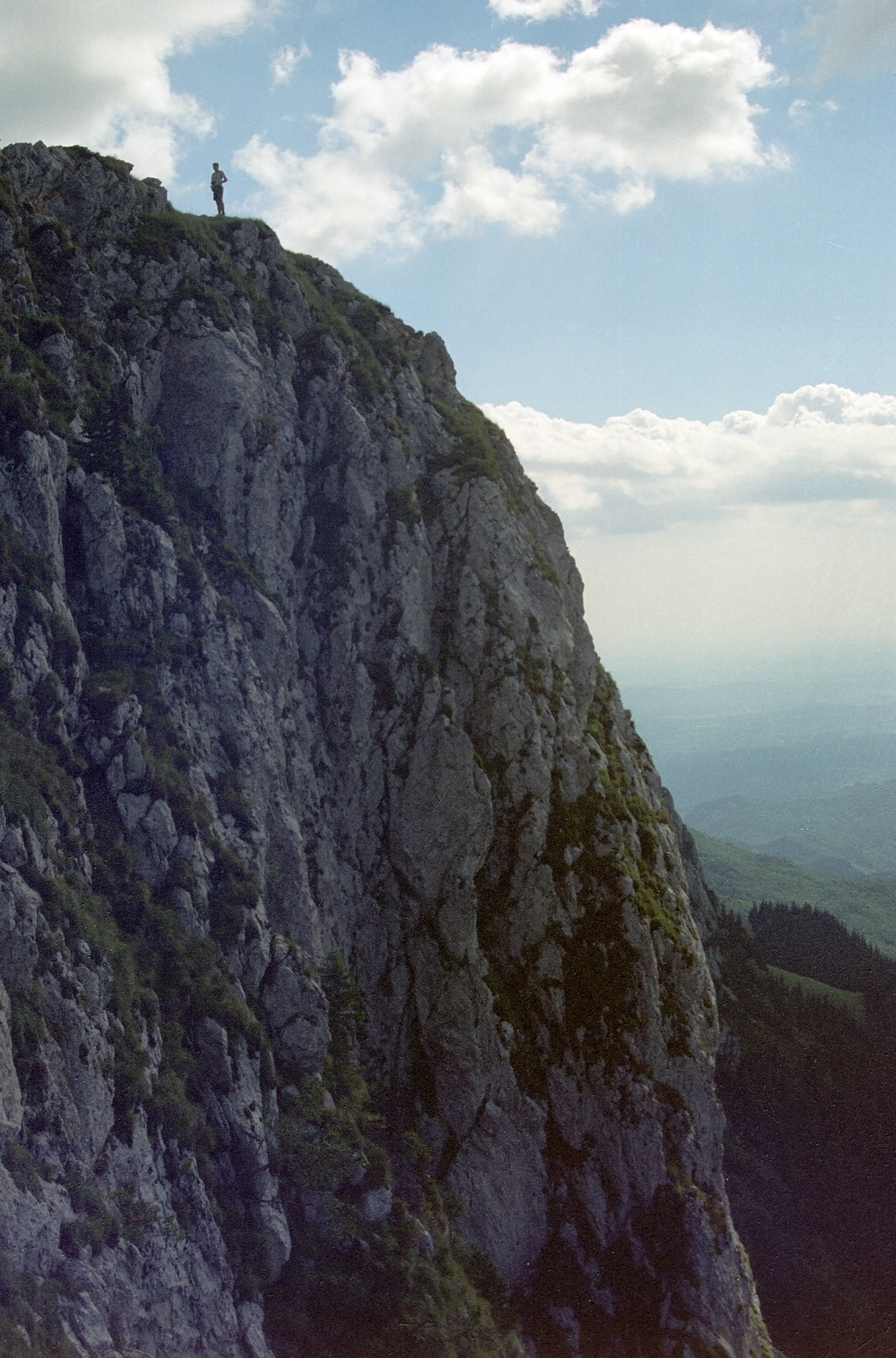
vf. Vânturariţa Mare (1885m)
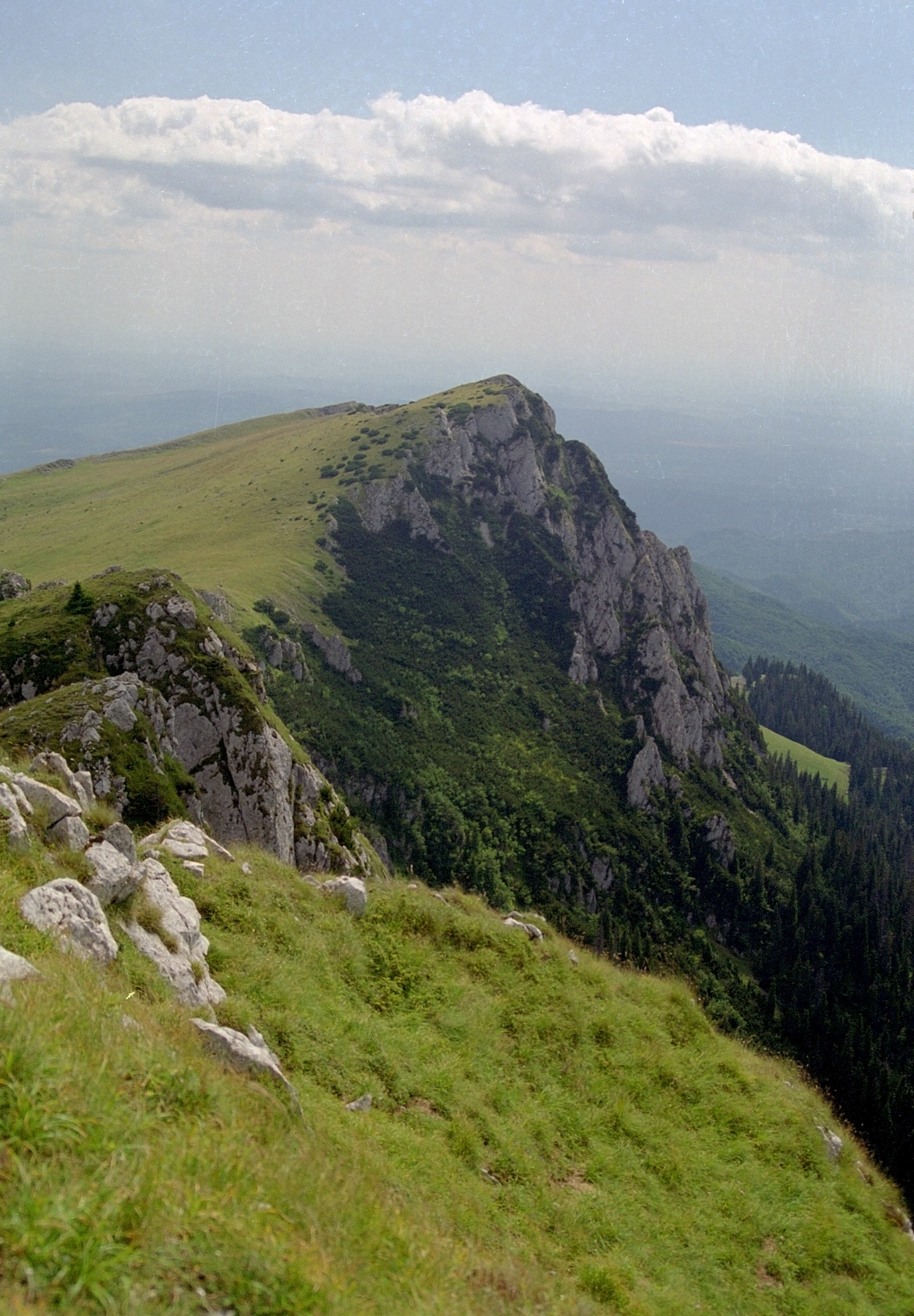
Partea de sus
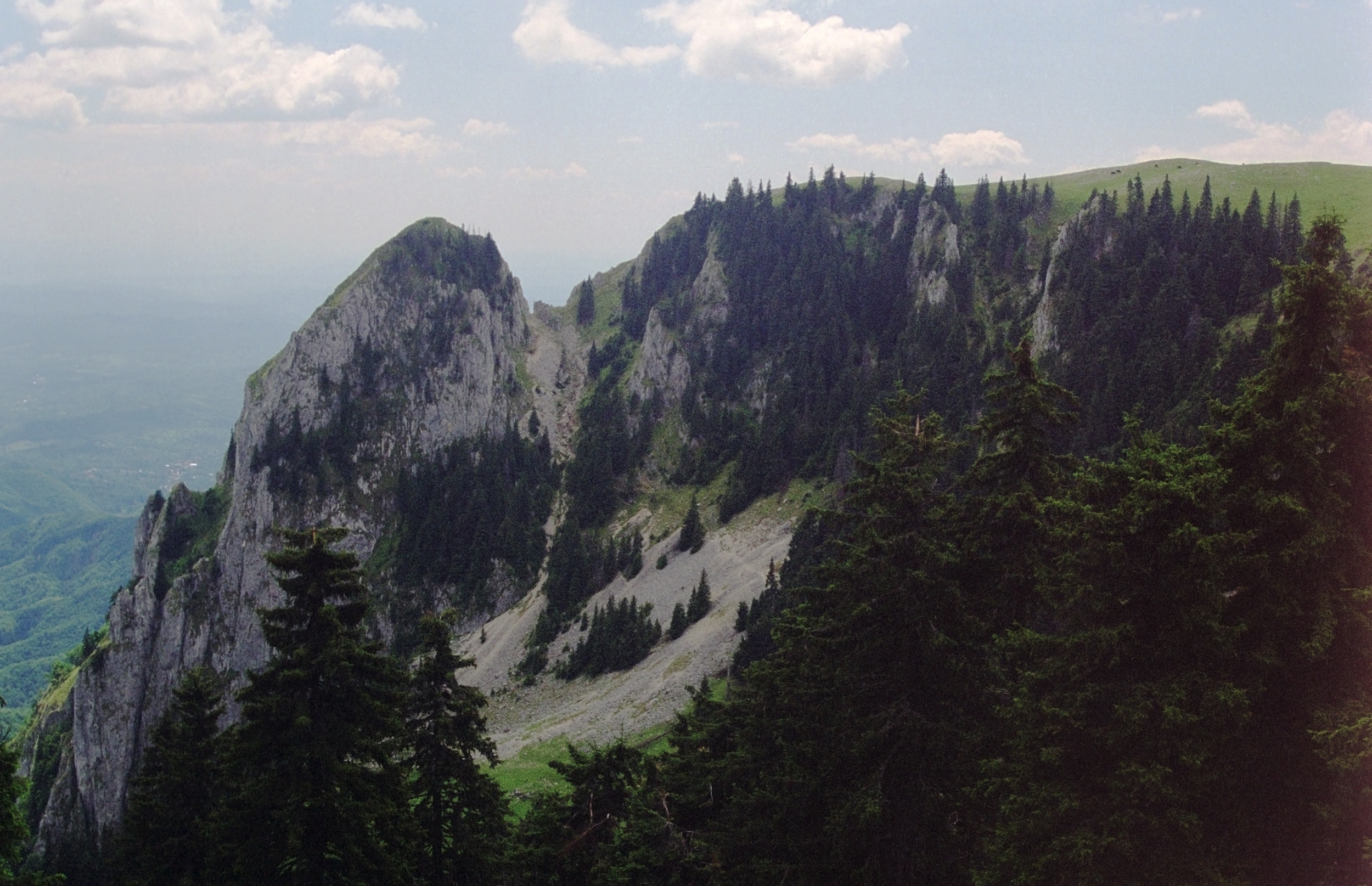